# Vánoce (Lakomé Barky)
Vánoce (Milý Ježíšku) je vánoční album sboru Lakomé Barky z Klecan z roku 2003.

## Seznam skladeb
1. Panno Blahoslavená
2. Byla cesta ušlapaná
3. Panenka Maria
4. Pásli ovce Valaši
5. Hop, Hop, chlapci na hory
6. Kyrie eleison
7. Narodzil sě Kristus Pán
8. Kolednice idú
9. Šla Maria do kláštera

## Zpívají

### Lakomé Barky
Pavla H. Langová, Blanka Laurychová, Marcela Sládková, Eva Stanislavová, Ludmila Koktanová, Martina Rosenkrancová, Klára Adamová, Barbora Veselá, Tereza Gerhátová, Dominika Mojžíšová

### Sólový zpěv
- Marcela Sládková

## Hudební nástroje
djemble, darbuka, dřívka, vajíčka, dešťová hůl, rolničky, Čídoťuk, tamburína, triangl, zobcová flétna, xylofon, kameny, zvonečky, činely, kukaňka, hruška

## Spolupráce
- Základní umělecká škola v Klecanech
- Městský úřad v Klecanech
- Petr Nikl